# Fen (moneta)
Fen (chiń. upr. 分; pinyin fēn) – moneta zdawkowa używana w Chinach jako równowartość 1/100 juana (renminbi) i 1/10 jiao. Nazwa fen oznaczała oryginalnie jednostkę masy, składającą się na 1/100 taela.
W obiegu występują zarówno monety, jak i banknoty o nominałach 1, 2 i 5 fenów.